# Bitwa przy Forcie Szughab
Bitwa przy Forcie Szughab – starcie zbrojne, które miało miejsce w 1913 roku w trakcie walk włosko-libijskich.
Dnia 3 lipca 1913 r. oddział partyzantów arabskich w sile kilkuset ludzi zaatakował włoskich żołnierzy w rejonie Cyreny koło Fortu Szughab. Wkrótce na pomoc Włochom przybył pułk piechoty oraz oddział bersalierów, który udanie powstrzymywał ataki przeciwnika. W trakcie zaciętej walki Włosi wycofali się do fortu, skąd skutecznie odpierali ataki Arabów. Straty włoskie wyniosły 107 zabitych oraz 103 rannych żołnierzy. Powstańcy utracili 12 zabitych oraz wielu rannych. 